# دييغو أغيرو
دييغو أغيرو (بالإسبانية: Diego Agüero)‏ هو مدرب كرة قدم ولاعب كرة قدم باراغواياني في مركز الوسط، ولد في 10 فبراير 1984. لعب مع ديبورتيس أنتوفاغاستا.

## وصلات خارجية
- دييغو أغيرو على موقع قاعدة بيانات كرة القدم.إي يو (الإنجليزية)
- دييغو أغيرو على موقع Soccerway.com (الإنجليزية)